# Ethernet
Ethernet ili IEEE standard 802.3 je danas najčešće korištena tehnologija za lokalne mreže (LAN).

## Povijest razvoja
Ethernet je nastao u laboratorijima Xeroxa u kasnim 1970-im godinama.
Prema podacima iz 2000. godine, 1994. godine je instalirano preko 40 milijuna Ethernet čvorova u svijetu. Velika popularnost Etherneta osigurava veliko tržište za Ethernet uređaje, a velika konkurencija uzrok je prihvatljivim cijenama za opremu. Od prvih dana Ethernet standarda, specifikacije i prava na tehnologiju bila su dostupna svakome, što je neprikosnoven potez tvrtki koje su razvije ovaj standard: DEC, Intel i Xerox. Ovim potezom Ethernet je uspio preuzeti tehnološki primat i kritičnu masu iako je bio lošije tehnološko rješenje nego recimo Token Ring 802.5 kojeg je razvila tvrtka IBM. Ova otvorenost, kombinirana s jednostavnošću uporabe i robusnošću Ethernet sustava, rezultirali su velikim Ethernet tržištem i to je dodatni razlog zašto je ova tehnologija tako raširena u računalnoj industriji. Kao najvažnijeg proizvođača Ethernet komponenti možemo navesti Cisco Systems, Intel i 3Com.

## Način rada
Ethernet je zasnovan na tehnološkom rješenju koji se zove CSMA/CD (eng. carrier sense multiple access / collision detection).
Najčešće korištena tehnologija za lokalne mreže (LAN). Termin gdje jedan uređaj šalje paket mrežnom segmentu, prisiljavajući sve ostale uređaje u tom segmentu da obrate pažnju na paket. Istovremeno, drugi uređaj pokušava izvršiti prijenos što dovodi do kolizije, nakon čega oba uređaja moraju izvršiti ponovni prijenos, jedan po jedan. Nije pretjerano efikasno.

## Inačice
- 10BASE5 (thicknet)
- 10BASE2 (thinnet)
- 10BASE-T
- 10BASE-F

- 100BASE-TX
- 100BASE-FX

- 1000BASE-T
- 1000BASE-SX
- 1000BASE-LX

## Fizička izvedba
Ethernet se obično koristi fizičkom infrastrukturom izvedenom na principima strukturnog kabliranja.
Danas su u uporabi bakreni kabeli s četiri upletene parice (neoklopljeni i oklopljeni žičanim opletom ili folijom) i optički kabeli. Kratice za bakrene kabele su:
- UTP (od unshielded twisted pair - neoklopljena upletena parica)
- STP (od shielded twisted pair - oklopljena upletena parica)
- FTP (od foiled twisted pair - upletena parica zaštićena od smetnji folijom)
- S/FTP (od shielded/foiled twisted pair - upletena parica zaštićena od smetnji folijom i žičnim opletom)

Uobičajeni naziv za konektor bakrenih kabela je RJ-45.